# Nelson Munganga
Nelson Munganga (Kinshasa, 27 de março de 1993) é um futebolista profissional congolês que atua como defensor.

## Carreira
Nelson Munganga representou o elenco da Seleção da República Democrática do Congo de Futebol no Campeonato Africano das Nações de 2015.

## Títulos
RDC
- Campeonato Africano das Nações: 2015 - 3º Lugar.